# 1980년 동계 올림픽 몽골 선수단
1980년 동계 올림픽 몽골 선수단은 미국 레이크플래시드에서 개최된 1980년 동계 올림픽에 참가한 올림픽 몽골 선수단이다. 제12회 동계 올림픽에는 참가하지 않았다.

## 스피드 스케이팅
- 테미르바타린 니암다바
- 도르진 첸도

## 참조
- 올림픽 공식 기록 보관됨 2012-02-04 - 웨이백 머신